# Catasetum ornithoides
Catasetum ornithoides är en orkidéart som beskrevs av Guido Frederico João Pabst. Catasetum ornithoides ingår i släktet Catasetum och familjen orkidéer. Inga underarter finns listade i Catalogue of Life.